# Spæd kløver
Spæd kløver (Trifolium micranthum), den slanke trekløver eller slank humlekløver, er en planteart af slægten ærteblomst-familien (Fabaceae) eller Papillionaceae.
Den findes i Central- og Vesteuropa på flodklitter. Det er en etårig art med ægformede eller lanseformede blade, de midterste blade med kortere bladstilke.
Stilkene på det blomstrende hoved hænger lidt over. Hovederne har 5-7 lyse gullige orange blomster, som dukker op fra maj til juli.
I Danmark er den er registreret kystnært i Østjylland fra Vejle til den dansk-tyske grænse, spredt langs kysterne af Fyn, ved Saltbæk Vig på Sjælland og på Lolland. Spæd kløver er i tilbagegang i Danmark, og er regnet som en truet art på den danske rødliste.